# Zánět ozubice
Zánět ozubice (lat.: periodontitis) představuje komplikace neléčeného zubního kazu s rozšířením infekce kořenovým kanálem až do kostního lůžka zubu.
V akutní formě se projevuje bolestivostí na skousnutí a na poklep ve směru zubní osy. Při šíření na kostní část se bolesti značně stupňují a mohou mít tepající charakter. Zánět se ohraničuje a může vzniknout zubní váček, v němž přetrvává infekce.
V léčbě je nutné zabezpečit odtok hnisu, který se hromadí v zubním lůžku, obvykle vyvrtáním zubu nebo přímo zubního lůžka. Někdy je však nutné zub vytrhnout.